# Kleibers Gesetz

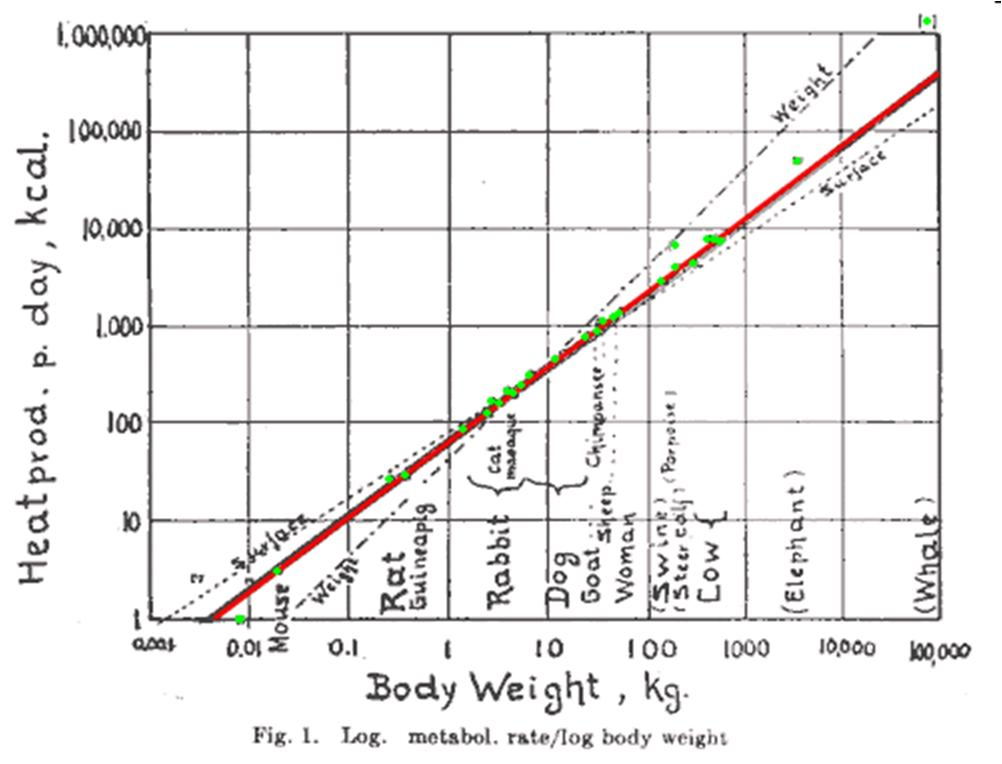
Körpergewicht im Vergleich zur Stoffwechselrate für einige Spezies.

Kleibers Gesetz ist ein allometrisches Skalierungsgesetz, das den Zusammenhang zwischen Masse und Stoffwechsel von Tieren beschreibt. Aufgestellt wurde es von Max Kleiber.
Dieser Gesetzmäßigkeit zufolge skaliert der Metabolismus {\displaystyle I\,[\mathrm {in\,kJ/Tag} ]} mit der Potenz von {\displaystyle 3/4} mit der Körpermasse {\displaystyle m\,[\mathrm {in\,kg} ]} :
{\displaystyle I=I_{0}\cdot m^{3/4}}
Dabei ist {\displaystyle I_{0}=283} eine körpergrößenunabhängige Normalisierungskonstante.